# پرتوچرخان
پرتوچرخان (نام علمی: Actinocyclidae) نام یک تیره از لیسه دریایی است.